# Xenidiocercus pyriformis
Xenidiocercus pyriformis är en svampart som beskrevs av W.P. Wu & B. Sutton 1995. Xenidiocercus pyriformis ingår i släktet Xenidiocercus, divisionen sporsäcksvampar och riket svampar.   Inga underarter finns listade i Catalogue of Life.